# Lean
Lean – функційна мова програмування, що використовується як асистент доведення теорем. Базується на численні конструкцій.
Проєкт Lean заснований у 2013 році Леонардом де Моура, який на той час працював у Microsoft Research. Проєкт має відкритий сирцевий код та поширюється на умовах дозвільної ліцензії Apache.
Система Lean здобула прихильність деяких математиків, зокрема, Томаса Гейлса (автора доведення гіпотези Кеплера) та Кевіна Баззарда.
 Останній заснував проєкт Xena, на меті якого формалізувати кожну математичну теорему із бакалаврського курсу математики в Імперському коледжі Лондона.
У 2021 році Lean було використано для формалізації доведення нової теореми Петера Шольце в галузі конденсованої математики, у доведенні якої він не був цілком упевнений. Формалізацію було завершено за пів року групою волонтерів під керівництвом Йогана Коммеліна (Johan Commelin). Таким чином було показано, що система Lean може бути корисною у передовій математиці.